# OMNY
OMNY（One Metro New York的簡寫）是一個用於美国紐約市和周邊地區交通網絡的非接觸式車費支付系統，最終將取代現時的都會卡（MetroCard）。OMNY目前已完全覆盖纽约地铁、公共汽车及史泰登島鐵路，后续还将扩展至目前並不支援都會卡的長島鐵路及大都會北方鐵路。
其他目前使用都會卡的系統，例如纽新港務局过哈德逊河捷运（PATH）、蜜蜂線和NICE巴士，以及不使用都會卡的巴士系統（如蘇福克縣交通）也有可能轉用OMNY。

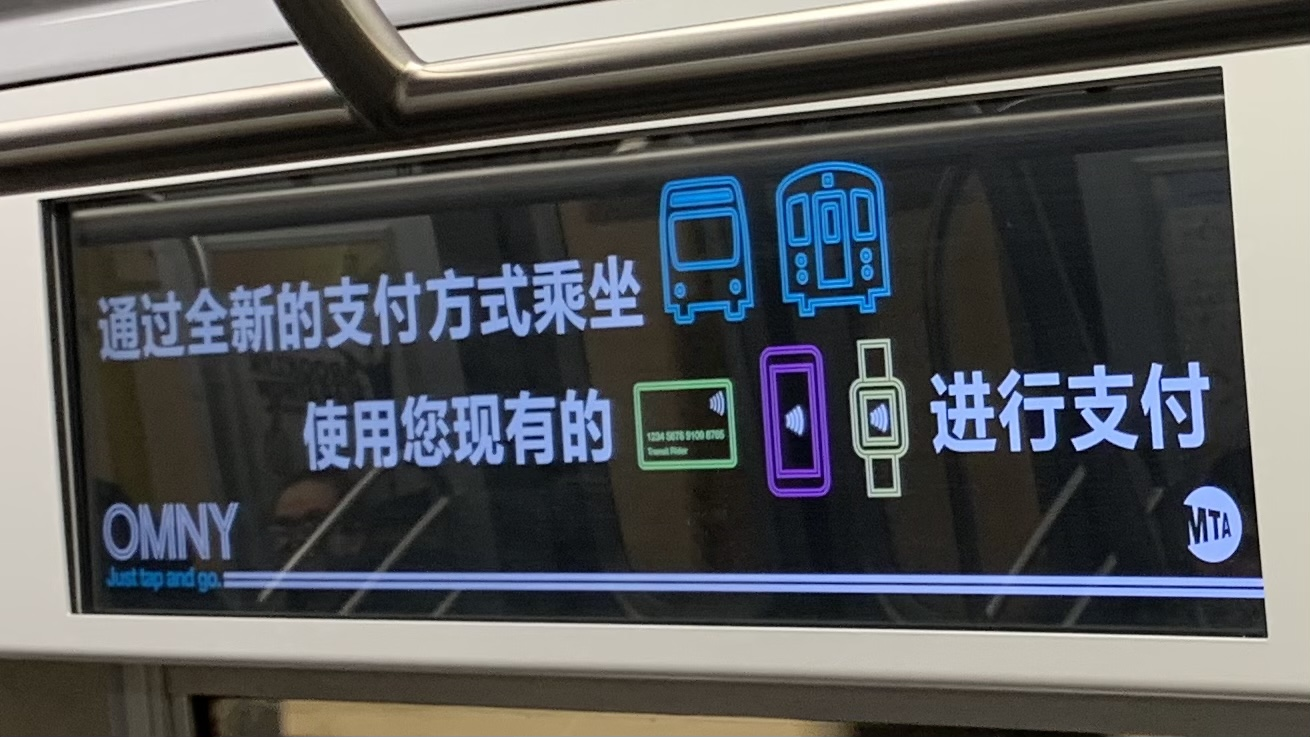
纽约地铁车厢内建议乘客使用OMNY的简体中文广告

## 前身

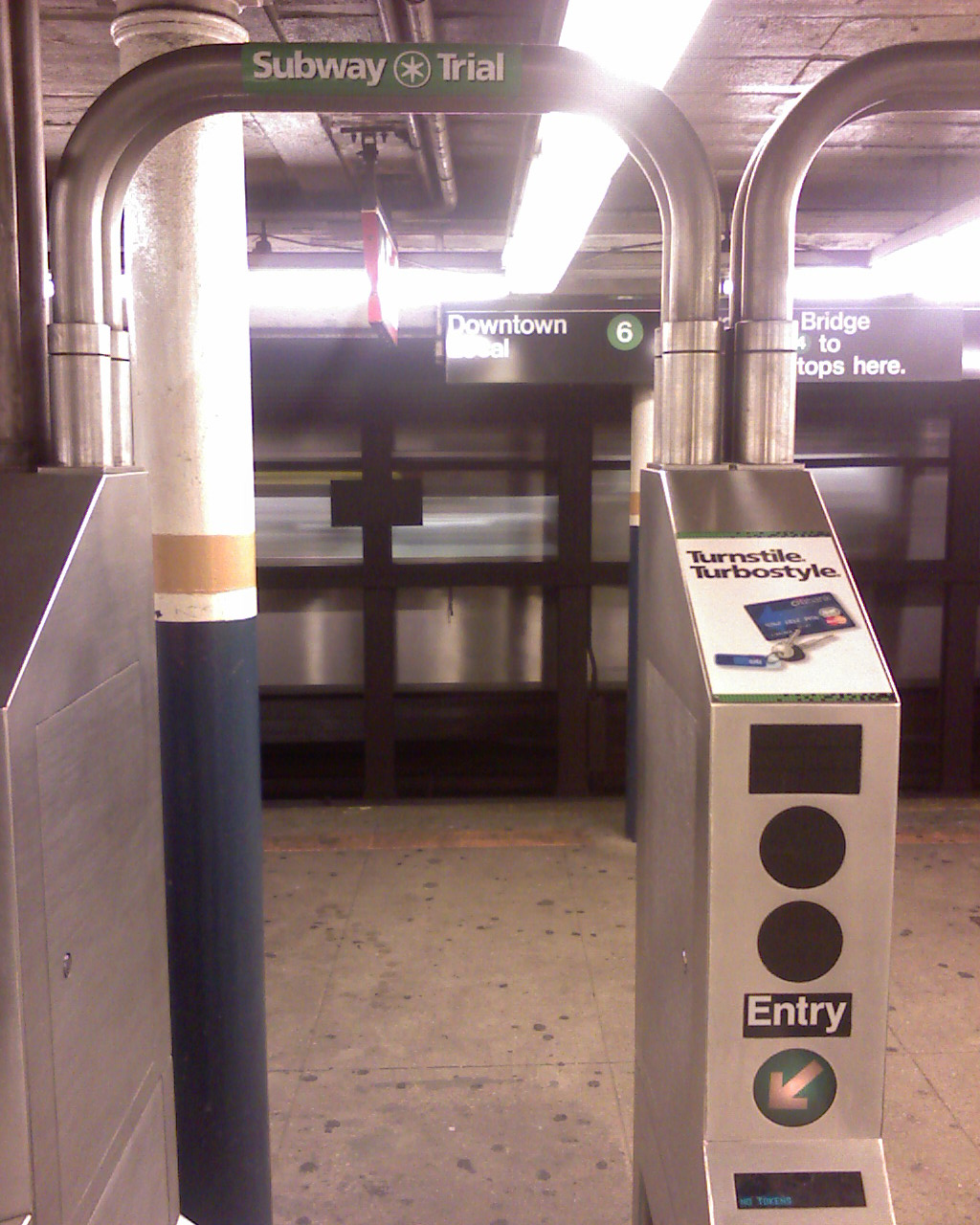
IRT萊辛頓大道線的RFID試驗

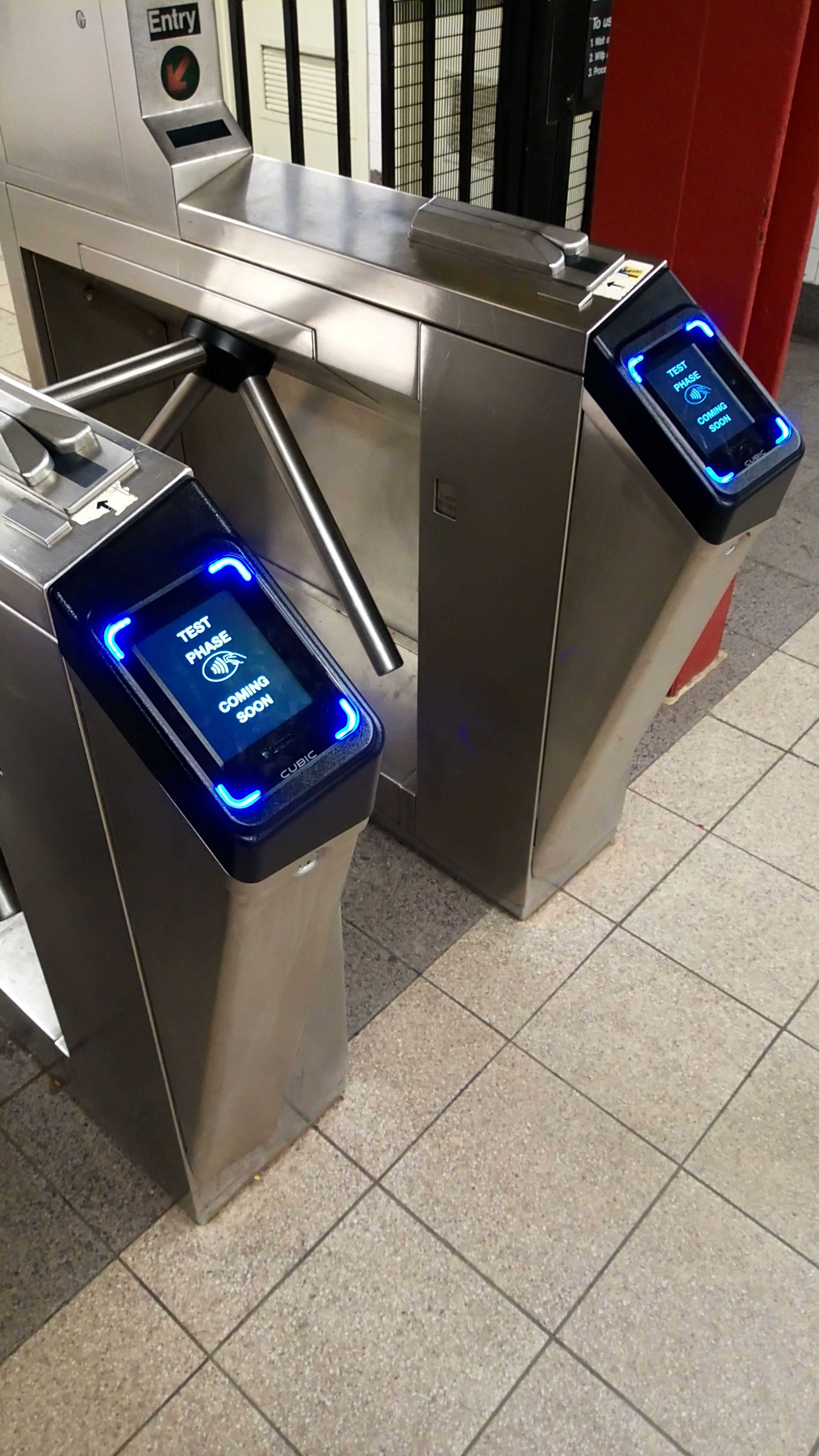
安装了OMNY读卡器的闸机

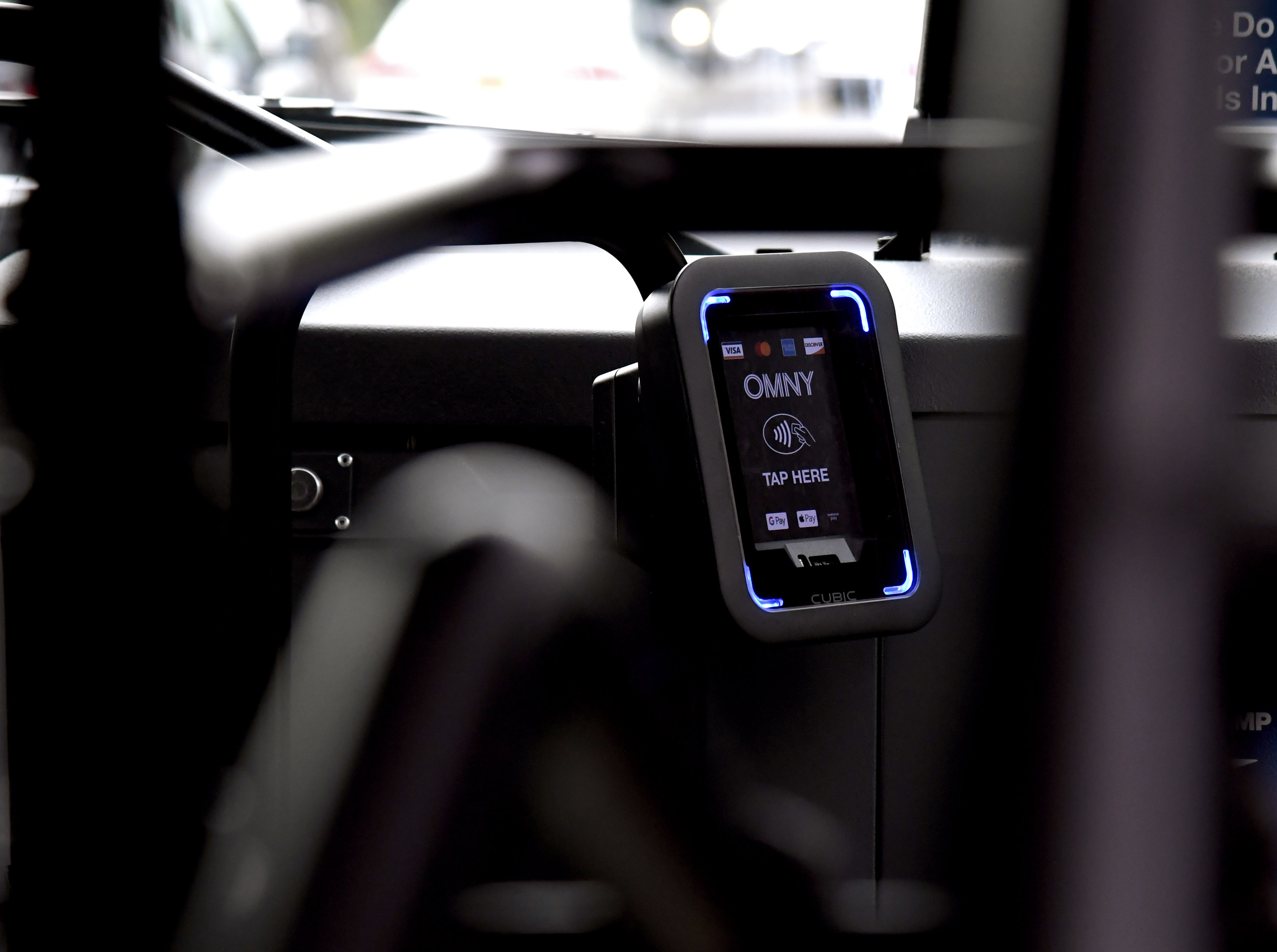
史泰登島的公車路線是最早使用OMNY讀卡器之一

都會卡在1992年由立方交通系統推出，以取代自1950年代已經用作支付工具的地鐵代幣。都會卡使用磁卡將支付加密。到了2003年，都會卡已經成為支付車費的主流方法。
自2000年代起一直有計劃取代都會卡。2006年初期首次推出的計劃中，大都會運輸署與萬事達卡簽訂協議測試無線射頻識別卡支付計劃。客戶需要在指定的萬事達卡網站登記，並使用萬事達卡PayPass信用卡或借記卡來參與。參與的車站包括IRT萊辛頓大道線（4，5，6，與<6> 線）由布朗克斯的第三大道-138街及138街-大廣場車站至布魯克林的市政府車站，以及服務皇后區的法庭廣場-23街車站，包括E，M、7，與<7>等路線。起初計劃在2006年12月結束，但由於收到「絕大多數正面回應」而延長至2007年。
由於首次PayPass試驗計劃相當成功，大都會運輸署進行另一次的試驗。這一次在2010年6月1日開始至11月30日結束。首兩月乘客只使用萬事達卡PayPass借記卡或信用卡。不過這次試驗也首次允許VISA PayWave借記卡或信用卡來進入地鐵，在2010年8月1日起試行。6個月試驗期內，乘客可使用任何兩者以支付更多地鐵和巴士路線的車費。

## 計劃
2016年，大都會運輸署公佈將設計一個取代都會卡的全新非接觸式支付系統。系統將使用電話及銀行卡為基礎的支付系統如Apple Pay、Google Pay與Samsung Pay。2016年4月，大都會運輸署徵求2022年以非接觸式「新車費支付系統」取代都會卡的計劃書。取代系統甚至早於2018年就計劃部分實行。
2017年10月，大都會運輸署開始在曼哈頓14個車站安裝eTix兼容的電子車票閘機。已經用於長島鐵路和大都會北方鐵路的eTix系統容許乘客以電話支付車費。系統原先只允許大都會運輸署員工使用。2017年10月23日宣佈都會卡將會逐步退出，並由立方的非接觸式支付系統取代，並可使用Apple Pay、Google錢包、帶有近場通訊的借記卡和信用卡，或無線射頻識別卡。10月23日的宣佈將這個系統推廣為通用電子車費支付系統，至2018年末將在500個地鐵閘機和600架巴士上使用，所有巴士和地鐵站將在2020年起使用電子車費支付。不過，都會卡會繼續支援至2023年。該未命名的取代車費系統亦遭批評，因為新的閘機可能遭到攻擊，導致信用卡和電話內的資訊遭到盜取。

### 推出
2018年6月，大都會運輸署宣佈新車費系統將在2019年5月有限度推出。第一階段會在2019年5月實施。第二階段2020年10月時所有地鐵站都可以使用OMNY讀卡機。第三階段2021年2月將會推出OMNY實體卡:13。第四階段2022年3月將安裝OMNY自動販賣機:13，到了2023年，都會卡將完全退出使用。
起初新的支付系統名稱一度有過爭議，部分委員希望反映傳統都會卡的名稱，其他委員則希望更特別的名字。最終由於「現代及劃一」而選擇了「OMNY」的名稱，並於2019年2月公佈。「OMNY」是「One Metro New York」的簡寫，以顯示最終會在紐約都會區廣為接受。
內部試驗在2019年3月啟動，包括超過1,100名運輸署員工以及其餘300位參與者。超過1,200部讀卡機安裝在地鐵站和巴士作為公眾試驗，亦成立了OMNY.info網站:14–15。OMNY試驗在2019年5月31日啟動，此時已經花費6.447億美元的8540萬美元:14。未來運輸署將推出流動應用程式，將OMNY讀卡機加在Access-a-Ride輔助客運車輛，並在選擇巴士服務巴士上加設讀卡機以支援全門上車:17。然而，在2019年5月的一個演講中，運輸署的資金計劃監督委員會對部分銀行卡不獲接納表達關注，OMNY交易將比都會卡交易為時更久，增加閘機擠塞:21。

### 巴士及地鐵
OMNY在2019年5月31日在史泰登島巴士及16個地鐵站推出。起初OMNY只支持以非接觸式銀行卡或移動支付如Apple Pay和Google Pay等支付單程車費，OMNY可用的路線免費轉乘限制與使用都會卡相同。2019年6月及7月，萬事達卡實行「發還星期五」計劃以推廣系統，該計劃將在星期五使用OMNY的乘客發還最多兩程車費。OMNY系統在首10週達成100萬次交易，16週達成200萬次交易:58。6月其中一天，82個國家發行的銀行卡拍了1.8萬次讀卡機。
2019年11月，大都會運輸署宣佈了首次擴容。之後的一個月在48個地鐵站安裝了OMNY讀卡機，並將系統擴展至全部五個區，到了2020年1月OMNY擴展至曼哈頓的巴士路線:57。同時運輸署開始在選擇巴士服務的巴士快速交通進行試驗計劃，並加入自助服務:60。此時已有超過111個國家發行的銀行卡進行超過300萬次交易:58。根據運輸署內部報告，這些乘客在彼此之間使用超過46萬種個別的支付方法，或每日約2000種新支付方法:58。2019年12月OMNY在史泰登島鐵路啟用後，史泰登島的公共交通完成OMNY化。下一個月，運輸署官員公佈OMNY突破500萬次交易，並計劃在月尾前擴展至另外60個地鐵站。運輸署另外實行了OMNY的推廣計劃。在之後一個月的擴展後，超過180個地鐵站可以使用OMNY，並突破700萬次交易。2020年3月進一步擴展時進一步增至1000萬次交易。 
由於出現新冠疫情，2020年3月至6月期間沒有安裝新的OMNY讀卡機。疫情同時將OMNY全面推行的計劃日期由2020年10月推後至12月。曼哈頓的OMNY讀卡機在7月完成安裝:29。到了2020年9月，超過三分之二的地鐵站都已安裝，包括布朗克斯、曼哈頓及史泰登島的所有車站，以及後兩者的巴士。截至2020年11月，OMNY已在431個地鐵站安裝，是全網的91%，地鐵站共安裝3,900個OMNY讀卡機。OMNY也在2,666部巴士上安裝，是總數的44.9%，另安裝了6,400部讀卡機:29。疫情同時將發行實體卡的日期由2021年2月推遲至9月，自動販賣機由2022年3月推遲至2023年2月:29。

### 港務局過河捷運及通勤鐵路
截至2019年，大都會運輸署亦計劃在接下來幾年在長島鐵路和大都會北方鐵路啟用OMNY。2019年6月，紐約與新澤西港務局公佈正與運輸署討論2022年在紐新航港局過哈德遜河捷運上安裝讀卡機。新澤西交通未有計劃使用OMNY，其計劃使用另一個承辦商的支付系統。
長島鐵路與大都會北方鐵路的OMNY讀卡機安裝計劃仍在評估中:31。新冠疫情將在通勤鐵路上啟用OMNY的計劃由2021年2月推遲至2022年6月，自動販賣機由2022年3月推遲至2023年6月:29。截至2021年6月，通勤鐵路的支付系統與自動販賣機都出現了延誤。根據MTA的獨立工程顧問，延誤有可能導致OMNY延遲推出達6個月時間:82。2022年2月，OMNY在長島鐵路的啟用時期進一步推遲至2023至2024年。2024年1月29日，大都會北方鐵路哈德遜河連線啟用OMNY。2024年5月，MTA公佈將另行聘請兩間公司而非立方公司，以便OMNY在長島鐵路與大都會北方鐵路啟用。

### 其他公司
其他公司亦陸續以OMNY取代MetroCard，包括威斯徹斯特縣的蜜蜂線巴士系統及納蘇跨縣快線。截至2023年，威斯徹斯特縣蜜蜂線與納蘇縣的NICE巴士系統預計不早於2025年才啟用OMNY。
OMNY原先亦預計在2023年在甘迺迪國際機場捷運啟用，而該捷運與羅斯福島纜車的OMNY讀卡器於2023年年中安裝。2023年8月24日，羅斯福島纜車啟用OMNY。2023年10月，紐約州州長凱西·霍赫爾公佈甘迺迪國際機場捷運自該年10月10日起啟用OMNY，但仍然保留部分只接受MetroCard的閘機。

## 備註
1. ↑  以下巴士路線和地鐵車站參與試驗計劃：
  - IRT萊辛頓大道線（4，5，6，與<6> 線）由布朗克斯的138街-大廣場或第三大道-138街車站至布魯克林的市政府車站；
  - 紐約市交通本地巴士路線M14、 M23、 M79、 M86、 M101、 M102、 M103，以及運輸署巴士快速巴士路線BxM7（英语：List of express bus routes in New York City）；
  - 多數紐新航港局過哈德遜河捷運列車站（克里斯多福街及第9街除外）；
  - 新澤西交通巴士營運（英语：NJ Transit Bus Operations）#6（海洋大道－雜誌廣場）、#80（紐瓦克大道）及#87（國王徑）。
  - 新路線在日期不詳加入：可在紐華克自由國際機場的機場捷運（英语：AirTrain Newark）單軌鐵路系統前往A、B及C客運大樓及機場的長期泊車區。然而只限前往機場遠離紐瓦克自由國際機場站，不可用於離開機場前往車站。

第二次支付系統試驗有兩個選項：
  - 設於指定閘機位置的「一觸即付」RFID讀卡機，或
  - 在名為「NY/NJ交通試驗」的試驗網站預先支付車費，可作多次和無限次乘搭折扣。2010年10月6日停止預先支付車費，免費試驗則在2010年11月30日結束。

1. ↑  大中央-42街車站至大西洋大道-巴克萊中心車站之間全部IRT萊辛頓大道線車站皆為OMNY的試驗點。

## 外部連結
- OMNY – 官方網站